# Josef Wagner (Gauleiter)

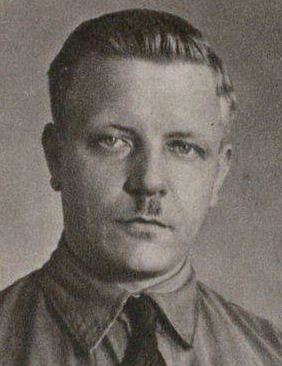
Josef Wagner

Josef Wagner (* 12. Januar 1899 in Algringen (Algrange), Kreis Diedenhofen in Elsass-Lothringen; † 22. April oder 2. Mai 1945 in Berlin [?]) war ab 1928 NSDAP-Gauleiter des Gaus Westfalen bzw. (ab 1931) Westfalen-Süd und ab Januar 1935 auch des Gaus Schlesien.

## Elternhaus und Erster Weltkrieg
Josef Wagner wurde am 12. Januar 1899 im lothringischen Algringen als Sohn des Bergmanns Nikolaus Wagner geboren. Wagner war katholisch. Er besuchte seit Sommer 1913 das Lehrerseminar in Wittlich und war seit Juni 1917 Soldat an der Westfront. Dort geriet er verwundet in französische Kriegsgefangenschaft. 1919 kehrte er nach einer Flucht über die Schweiz nach Deutschland zurück. Er beendete seine Ausbildung zum Volksschullehrer und war zunächst als Finanzbeamter in Fulda und seit 1921 beim Bochumer Verein tätig.

## Hinwendung zur NSDAP
Seit 1922 war Wagner in nationalsozialistischen Gruppen tätig. 1923 gründete er eine NSDAP-Ortsgruppe in Bochum. Nach dem Verbot der NSDAP im Anschluss an den Putschversuch vom November 1923 war Wagner Bezirksleiter des Völkisch-Sozialen Blocks in Westfalen und dem Ruhrgebiet, um nach der Wiederzulassung und Neuorganisation der NSDAP ab 1925 wieder dort tätig zu werden (Mitgliedsnummer 16.951). 1927 wurde er nach verschiedenen berufsfremden Tätigkeiten für kurze Zeit als Lehrer eingestellt, aber noch im selben Jahr als Verfassungsgegner wieder entlassen. 1927 wurde er Bezirksleiter in Bochum. 1928 wurde er zum Gauleiter des Gaues Westfalen ernannt und wurde nach der Aufteilung in Gau Westfalen-Nord und Gau Westfalen-Süd ab 1931 Gauleiter für Westfalen-Süd mit Sitz in Bochum. Von 1928 bis 1930 gehörte Wagner zu den ersten zwölf Reichstagsabgeordneten der NSDAP in Berlin.
Er gründete 1930 die nationalsozialistische Wochenzeitung Westfalenwacht, 1931 die Tageszeitung Rote Erde und 1932 die Hochschule für Politik der NSDAP Westfalen-Süd in Bochum, deren erster Leiter er war.

## Aufstieg und Fall im Nationalsozialismus
Nach der Machtergreifung der Nationalsozialisten wurde er 1933 kurzzeitig Mitglied im Provinziallandtag der Provinz Westfalen. Dieser wählte ihn im April 1933 in den Preußischen Staatsrat, dem er bis zu dessen Auflösung am 10. Juli 1933 als erster stellvertretender Vorsitzender angehörte. 1935 wurde Wagner – seit September 1933 Nationalsozialistischer Preußischer Staatsrat – von Hitler zusätzlich zum Gauleiter in Schlesien ernannt. Er löste dort Helmuth Brückner ab, der „wegen verschiedener Äußerungen und seiner homosexuellen Neigungen“ verdächtigt worden war, dem Röhm-Flügel anzugehören, weshalb er inhaftiert, entlassen und aus der NSDAP ausgeschlossen worden war.
In Schlesien wurden ihm auch die entsprechenden staatlichen Ämter übertragen: Er wurde 1935 zum Oberpräsidenten für die preußische Provinz Niederschlesien in Breslau ernannt und nahm die Geschäfte des Oberpräsidenten für die Provinz Oberschlesien wahr. Nebenher promovierte ihn die Universität München 1934 mit einem staatswissenschaftlichen Thema (Die Reichsindexziffer der Lebenshaltungskosten).
Nach der Zusammenlegung der beiden schlesischen Provinzen war Wagner ab 1938 Oberpräsident der Provinz Schlesien in Breslau bis zu deren erneuter Teilung im Januar 1941. Schon 1939 wurde Fritz-Dietlof von der Schulenburg zum Regierungspräsidenten und Vertreter des Oberpräsidenten ernannt, der 1940 aus der NSDAP ausgeschlossen wurde.
Wagner wurde am 29. Oktober 1936 zum „Reichskommissar für die Preisbildung“ ernannt. Seit Kriegsbeginn am 1. September 1939 war er „Reichsverteidigungskommissar“ für Schlesien (Wehrkreis VIII).
Bormann, Himmler und Goebbels lehnten Wagner ab. Sein Stellvertreter in Schlesien, Fritz Bracht, sowie der dortige Höhere SS- und Polizeiführer, Udo von Woyrsch, intrigierten gegen ihn und bereiteten ab 1939 seinen Sturz vor. Sie unterstellten ihm eine Art „Schutzpolitik“ gegenüber der polnischen Bevölkerung in Schlesien. Auch seine konfessionelle Bindung – Wagner war katholisch – sowie die Führung der Amtsgeschäfte als Oberpräsident der Provinz Schlesien und als Gauleiter in Westfalen-Süd waren Gegenstand der Kritik. Im Mai 1940 musste er von seinem Amt als Gauleiter in Schlesien zurücktreten und wurde durch Fritz Bracht ersetzt.
Das gegen Josef Wagner gerichtete Komplott nutzte im November 1941 ein Schreiben der Ehefrau Wagners an ihre Tochter, in dem sie sich gegen die Hochzeit mit einem konfessionslosen SS-Führer verwahrte. Himmler und Bormann spielten den Brief Hitler in die Hände.
Auf der Tagung der Reichs- und Gauleiter am 9. November 1941 in München verkündete Hitler dem völlig überraschten Wagner vor allen Teilnehmern, er sei mit sofortiger Wirkung als Gauleiter abgesetzt; es werde zudem ein Parteiausschlussverfahrens eingeleitet. Sein Reichstagsmandat erlosch auf Veranlassung Hitlers bzw. Görings. Das Ausschlussverfahren unter Vorsitz des Obersten Parteirichters Walter Buch scheiterte, weil keine formalrechtlichen Gründe zu finden waren. Hitler ordnete dennoch den Ausschluss Wagners an und beschnitt die Befugnisse des Parteigerichts zugunsten der Parteikanzlei. Am 9. November 1941 enthob ihn Hitler aller verbliebenen Ämter. Wagners Nachfolger als NSDAP-Gauleiter in Südwestfalen wurde Paul Giesler.
Wagner lebte zunächst zurückgezogen wieder in Bochum. Ab Herbst 1943 wurde Wagner auf Anweisung Himmlers von der Gestapo überwacht. Nach dem Attentat vom 20. Juli 1944 wurde er durch die Gestapo verhaftet und im Hausgefängnis der Gestapo-Zentrale in der Prinz-Albrecht-Straße 8 in Berlin inhaftiert. Am 22. April 1945 soll Wagner von der Gestapo in Berlin ermordet worden sein. Isa Vermehren schreibt über ihn: „Sein innigster Wunsch war, nochmals die gleiche Karriere anfangen zu können, um alles das wieder mit Stumpf und Stiel auszurotten, was er so mühsam gesät hatte. Er bekannte freimütig die Arbeit der letzten zwanzig Jahre als Irrtum, der sich zum Verbrechen auswuchs, und widerlegte auch den weitverbreiteten Irrtum: der ‚gute‘ Führer habe von nichts etwas gewusst und sei nur gescheitert an der Schlechtigkeit seiner Mitarbeiter. Adolf Hitler war der Motor der ganzen Maschine, war die diabolische Kraft selber und suchte sich die Mitarbeiter nach diesem Maßstabe aus. Bormann musste kommen, weil Himmler zu weich war.“
Nach einer anderen Darstellung gehörte Wagner zu den letzten sieben überlebenden Häftlingen des Gestapo-Hausgefängnisses und wurde am Morgen des 2. Mai 1945 zusammen mit den anderen Häftlingen von Soldaten der Roten Armee befreit; dabei soll sich versehentlich ein Schuss gelöst haben, der Wagner tödlich verletzte.

## Ehrungen
- Am 2. Juli 1937 wurde er zum Ehrenbürger von Iserlohn ernannt.
- 1938 wurde Josef Wagner Ehrenbürger von Bochum, der Hauptstadt des Gaues Westfalen-Süd. Wagner wurde die Ehrung laut einer Mitteilung an die britische Militärregierung von 1946 nach seinem Ausschluss aus der NSDAP 1942 wieder aberkannt.

## Veröffentlichungen
- (als Hrsg.) Volk und Kultur im Gau Westfalen Süd. Westfalen-Verlag, Dortmund 1938 (veröffentlicht zum Gautag 1938 in Bochum).